# 江崎実生
江崎 実生（えざき みお、本名：江崎 雅一、1932年1月3日 - ）は、日本の映画監督。熊本県熊本市出身。

## 来歴・人物
熊本大学西洋史学科卒業後、日活に入社。舛田利雄、市川崑などの助監督を務めたのち、1964年封切りの『花嫁は十五才』(同年の映画評論ベスト・テンでは第5位にランク)監督デビュー。第二回監督作品『太陽西から昇る』（映画芸術ベストテンで第1位）も高評価を得た。プログラムピクチャーにおいてはアクションものや青春、喜劇ものまで様々な作品の監督を務めた。特に『夜霧よ今夜も有難う』、『黄金の野郎ども』などの石原裕次郎主演作品、『黒い賭博師 ダイスで殺せ』、『女の警察』などの小林旭主演作品の監督を多く務め、他にも渡哲也主演『錆びたペンダント』、『無頼非情』など日活アクションを担う主要監督の一人として活躍した。1969年2月に結婚、『女子学園 悪い遊び』でも好評価を得た。
1970年代に入るとエロスものやナンセンスものも任されるようになるが、成人映画路線への転換はせず、一般映画制作の中断と共に1971年に日活を去り、1972年には沖雅也主演の『高校生無頼控』に始まる高校生無頼控シリーズを監督。1984年に個人事務所江崎事務所を設立し、大映ドラマの『スチュワーデス物語』、『スクールウォーズ』などの監督、2時間ドラマなどテレビドラマの演出を多数務める。
早撮りを得意とする監督の一人であり、早撮りせっかちの異名を持つ。

## 主な監督・演出作品

### 映画
- 花嫁は十五才（1964年3月25日、日活）
- 太陽西から昇る（1964年6月18日、日活）
- 黒い海峡（1964年12月31日、日活）
- 愛しながらの別れ（1965年1月24日、日活）
- 河内ぞろ あばれ凧（1965年4月18日、日活）
- 命しらずのろくでなし（1965年6月23日、日活）
- 明日は咲こう花咲こう（1965年8月14日、日活）
- 黒い賭博師 ダイスで殺せ（1965年10月8日、日活）
- マカオの竜（1965年12月18日、日活）
- 青春大統領（1966年4月27日、日活）
- 逢いたくて逢いたくて（1966年6月1日、日活）
- 帰らざる波止場（1966年8月13日、日活）
- 逃亡列車（1966年12月24日、日活）
- 夜霧よ今夜も有難う（1967年3月11日、日活）
- 七人の野獣（1967年8月1日、日活）
- 錆びたペンダント（1967年9月14日、日活）
- 七人の野獣 血の宣言（1967年10月21日、日活）
- 黄金の野郎ども（1967年12月23日、日活）
- 男の掟（1968年2月13日、日活）
- 無頼非情（1968年8月1日、日活）
- ある色魔の告白 色欲の果て（1968年8月14日、青山プロ）
- 女の警察（1969年2月8日、日活）
- 女番長 仁義破り（1969年2月22日、日活）
- やくざ渡り鳥 悪党稼業（1969年4月16日、日活）
- 続女の警察（1969年5月28日、日活）
- 夜をひらく （女）の市場（1969年9月3日、日活）
- 華やかな女豹（1969年12月31日、日活）
- あばれ丁半（1970年3月7日、日活）
- 喜劇 女もつらいわ（1970年5月16日、新国劇映画）
- いちどは行きたい女風呂（1970年10月3日、日活）
- 女子学園 悪い遊び（1970年11月12日、日活）
- 谷岡ヤスジのメッタメタガキ道講座（1971年3月20日、日活）
- 暴力団・乗り込み（1971年5月5日、日活）
- 喜劇 男の顔は人生よ（1971年7月3日、日活）
- 高校生無頼控（1972年11月26日、国際放映）
- 高校生無頼控 突きのムラマサ（1973年4月7日、国際放映・東宝）
- 高校生無頼控 感じるウ〜ムラマサ（1973年6月23日、国際放映・東宝）

### テレビドラマ
- フラワーアクション009ノ1（1969年、フジテレビ）
- 江戸川乱歩シリーズ 明智小五郎（1970年、東京12チャンネル）
- 大江戸捜査網（1971年・1973年-1984年、東京12チャンネル→テレビ東京）　メインディレクター
- ターゲットメン（1971年、NET）
- だから大好き!（1972年、日本テレビ）
- プレイガール（1972年-1974年、東京12チャンネル）
- ワイルド7（1972年-1973年、日本テレビ）
- 特捜記者 犯罪を追え（1974年、関西テレビ）
- プレイガールQ（1974年-1976年、東京12チャンネル）
- 新宿警察（1975年-1976年、フジテレビ）
- 燃える捜査網（1975年-1976年、NET）
- 大非常線（1976年、NET）
- 隠し目付参上（1976年、MBS）
- 新・二人の事件簿 暁に駆ける（1976年-1977年、NET）
- 夜明けの刑事（1976年-1977年、TBS）
- 新・夜明けの刑事（1977年、TBS）
- 新五捕物帳（1977年-1978年、日本テレビ）
- 明日の刑事（1977年-1979年、TBS）
- 人はそれをスキャンダルという（1978年-1979年、TBS）
- 噂の刑事トミーとマツ（1979年-1982年、TBS）　メインディレクター
- 手錠をかけろ!（1979年、フジテレビ）
- 大捜査線（1980年、フジテレビ）
- 誘拐からの脱出（1980年、日本テレビ）
- 海よ愛の奇跡を呼べ（1980年、読売テレビ）
- 秘密のデカちゃん（1981年-1982年、TBS）
- だんなさまは18歳（1982年-1983年、TBS）
- 婦警さんは魔女（1983年、TBS）
- 高校聖夫婦（1983年、TBS）
- スチュワーデス物語（1983年-1984年、TBS）
- 赤い目の殺意（1984年、日本テレビ）
- 不良少女とよばれて（1984年、TBS）
- 消えた日曜日（1984年、TBS）
- あいつと俺（1984年、テレビ東京）
- 母ちゃんの牧場（1984年、THK）
- スクール☆ウォーズ（1984年-1985年、TBS）
- 青い瞳の聖ライフ（1984年-1985年、フジテレビ）
- ただいま絶好調!（1985年、テレビ朝日）
- 婦警候補生物語（1985年、日本テレビ）
- 乳姉妹（1985年、TBS）
- かわいい女（1985年、TBS）
- ポニーテールはふり向かない（1985年-1986年、TBS）
- 禁じられたマリコ（1985年-1986年、TBS）
- 遊びじゃないのよ、この恋は（1986年、TBS）
- 天使のアッパーカット（1986年、TBS）
- おんな風林火山（1986年-1987年、TBS）
- セーラー服反逆同盟（1986年-1987年、日本テレビ）
- 泣いてたまるか（1986年、TBS）
- 痛快!婦警候補生やるっきゃないモン!（1987年、テレビ朝日）
- 気がつけばお相撲さんのお嫁さん（1987年、TBS）
- こんな学園みたことない!（1987年-1988年、読売テレビ）
- 150歳の思春期!?（1988年、テレビ東京）
- 名奉行遠山の金さん（1988年-1992年、テレビ朝日）
- 伊豆大島殺人ツアー（1988年、テレビ東京）
- ザ・スクールコップ（1988年、フジテレビ）
- 残された車! 首都高速7号変死事件（1988年、テレビ東京）
- おじさん改造講座（1988年、TBS）
- マンション管理人の災難（1988年、TBS）
- 隠密・奥の細道（1988年-1989年、テレビ東京）
- 風雲!真田幸村（1989年、テレビ東京）
- ㊙女保険調査員II（1989年、TBS）
- 宮本武蔵（1990年、テレビ東京）
- 照姫七変化（1990年、フジテレビ）
- 四匹の用心棒 (1) 地獄砦の決闘!（1990年、テレビ朝日）
- 徒然草 殺しの硯（1990年、テレビ東京）
- 大激闘! 四匹の用心棒（1990年、テレビ朝日）
- 怪傑黒頭巾（1990年、TBS）
- 代表取締役刑事（1990年-1991年、テレビ朝日）
- 大江戸捜査網（1990年-1991年、テレビ東京）
- 水戸黄門 第20部（1990年-1991年、TBS）
- 艶姿!照姫七変化（1991年、フジテレビ）
- 大逆襲! 四匹の用心棒（1991年、テレビ朝日）
- 疾風からす組（1991年、テレビ東京）
- デパート!夏物語（1991年、TBS）
- 素浪人無頼旅（1991年、テレビ朝日）
- 危険を拾った女（1991年、フジテレビ）
- 柳生武芸帳 (5) 十兵衛あばれ旅（1992年、日本テレビ）
- 新・三匹が斬る!（1992年-1993年、テレビ朝日）
- 推理小説作家・沢木麻沙子 京都、博多殺人事件（1992年、テレビ朝日）
- 四匹の用心棒 (4) かかし半兵衛ひとり旅（1992年、テレビ朝日）
- デパート!秋物語（1992年、TBS）
- 愛しの刑事（1992年-1993年、テレビ朝日）
- お助け同心が行く!（1993年、テレビ東京）
- 美人秘書の秘密2（1993年、TBS）
- 赤い迷宮（1993年、TBS）
- スチュワーデスの恋人（1994年、TBS）
- いつの日かその胸に（1994年、TBS）
- 夏!デパート物語（1995年、TBS）
- 大江戸弁護人・走る!（1996年、テレビ朝日）
- ストーカー・誘う女（1997年、TBS）
- 司馬遼太郎の功名が辻（1997年、テレビ朝日）
- 略奪愛・アブない女（1998年、TBS）
- 羅刹の家（1998年、テレビ朝日）
- 仮面の女（1998年、TBS）
- 笑ゥせぇるすまん（1999年、テレビ朝日）
- 八丁堀の七人（2000年-2006年、テレビ朝日）
- 花瀬ちなつの殺人スクープ〜京都・大阪・神戸を結ぶ謎〜（2000年、フジテレビ）
- 熱血!周作がゆく（2000年、テレビ朝日）
- 信濃のコロンボ事件ファイル（2001年-2009年、テレビ東京）(全18作品)
- 暴れん坊将軍 春のスペシャル 「将軍生母襲撃! 一途な恋に生きる女」（2004年、テレビ朝日）
- 聞かせてよ愛の言葉を（2005年、TBS）
- 銭形平次（2005年、テレビ朝日）

### Vシネマ
- 青い豹 最も危険なヒットマン（1994年）
- 青い豹2 88は殺しのナンバー（1994年）

### テレビアニメ
- 草原の少女ローラ（TBS、1975年-1976年）

## 脚本作品

### 映画
- 東京は恋人（1958年9月23日、日活）
- 今日に生きる（1959年3月10日、日活）
- 男が爆発する（1959年4月28日、日活）
- 君は狙われている（1960年6月4日、日活）
- 暗黒街の静かな男（1961年10月14日、日活）
- ひとりぼっちの二人だが（1962年11月3日、日活）
- 金門島にかける橋（1962年11月3日、日活・中央電影）
- 花嫁は十五才（1964年3月25日、日活）
- 河内ぞろ あばれ凧（1965年4月18日、日活）
- マカオの竜（1965年12月18日、日活）
- 青春大統領（1966年4月27日、日活）
- 夜霧よ今夜も有難う（1967年3月11日、日活）
- 七人の野獣（1967年8月1日、日活）
- 錆びたペンダント（1967年9月14日、日活）
- 七人の野獣 血の宣言（1967年10月21日、日活）
- 黄金の野郎ども（1967年12月23日、日活）
- 男の掟（1968年2月13日、日活）
- 無頼非情（1968年8月1日、日活）
- 喜劇 女もつらいわ（1970年5月16日、新国劇映画）
- 高校生無頼控 感じるウ〜ムラマサ（1973年6月23日、国際放映・東宝）

### テレビドラマ
- 009ノ1（フジテレビ、1969年）
- ターゲットメン（NET、1971年-1972年）
- プレイガール（東京12チャンネル、1972年-1973年）
- 伊豆大島殺人ツアー（テレビ東京、1988年）
- 仮面の女（TBS、1998年）